# Michael Gier
Michael Gier, né le 19 juillet 1967 à Goldach, est un rameur suisse. Il est notamment champion olympique dans la catégorie deux de couple poids légers en 1996.

## Biographie
Michael Gier participe dans la catégorie deux de couple poids légers avec son frère Markus Gier. Aux Championnats du monde, ils sont médaillés de bronze en 1992, d'argent en 1993, de bronze en 1994, d'or en 1995 et de bronze en 1998. Ils participent également aux Jeux olympiques : ils sont champions olympiques en 1996 et cinquièmes en 2000.